# La Course by Le Tour de France
La Course by Le Tour de France byl jednodenní ženský cyklistický závod konaný ve Francii. Od roku 2016 je závod součástí UCI Women's World Tour jako jeden nebo dva jednodenní závody. Do roku 2015 byl klasifikován jako závod úrovně 1.1. Závod byl organizován společností ASO.

## Historie
Úvodní ročník závodu se jel před 21. etapou Tour de France 2014 27. července. Závod sestával ze třinácti kol na Champs-Élysées v Paříži s celkovou délkou 89 km. 
Ročník 2017 se konal jako dvoudenní závod, který se křížil s 18. a 20. etapou Tour de France 2017. Závodnice s nejlepším časem z první etapy, která spojovala Briançon a Col d'Izoard a jela se 20. července, byly pozvány k účasti v stíhací etapě dlouhé 22,5 km v Marseille. Celková vítězka byla určena podle organizátorů kombinací obou těchto závodů.
Ročník 2018 se vrátil k jednodennímu formátu a křížil se s 10. etapou Tour de France 2018 s cílem v Le Grand Bornand 17. července.

## Seznam vítězek
| Rok  | Země               | Jezdkyně                | Tým              |
| ---- | ------------------ | ----------------------- | ---------------- |
| 2014 | Nizozemsko         | Marianne Vosová         | Rabo–Liv         |
| 2015 | Nizozemsko         | Anna van der Breggenová | Rabo–Liv         |
| 2016 | Austrálie          | Chloe Hoskingová        | Wiggle High5     |
| 2017 | Nizozemsko         | Annemiek van Vleutenová | Orica–Scott      |
| 2018 | Nizozemsko         | Annemiek van Vleutenová | Mitchelton–Scott |
| 2019 | Nizozemsko         | Marianne Vosová         | CCC Liv          |
| 2020 | Spojené království | Lizzie Deignanová       | Trek–Segafredo   |
| 2021 | Nizozemsko         | Demi Volleringová       | SD Worx          |

### Vícenásobné vítězky
| Vítězství | Jezdkyně                      | Ročníky    |
| --------- | ----------------------------- | ---------- |
| 2         | Annemiek van Vleutenová (NED) | 2017, 2018 |
| 2         | Marianne Vosová (NED)         | 2014, 2019 |

#### Vítězství dle zemí
| Vítězství | Země                         |
| --------- | ---------------------------- |
| 6         | Nizozemsko                   |
| 1         | Austrálie Spojené království |